# Cuco Valoy
Cuco Valoy (6 janvier 1937-...,  Manoguayabo (République dominicaine)) est un musicien et chanteur dominicain.

## Biographie
Durant sa jeunesse, Cuco Valoy entre au conservatoire national afin d'étudier la musique. À la fin des années 1950, il se produit avec son frère Martín au sein du duo Los Ahijados. Ils s'inspirent du « son » cubain et de musiciens tels Los Compadres,.
Durant les années 1960, il fonde la station Radio Tropical et le label Tropical, qui lui permet de produire des musiciens dominicains.
En 1975 Cuco Valoy forme un orchestre de 12 musiciens, Los Virtuosos, dont le répertoire comprend salsa et merengue. Ils adoptent ensuite le nom La Tribu, puis Nueva Tribu. Deux des fils de Cuco Valoy en ont fait partie, dont Ramón Orlando (en), qui formera son propre orchestre dans les années 1980. Los Virtuosos/La Tribu enregistre une série d'albums pour les labels Discolor et Kubaney. Son surnom de « sorcier » est tiré de l'un de ses succès, El Brujo, enregistré en 1977,.
Valoy a sorti une quarantaine d'albums et a écrit plus de 300 chansons durant sa carrière. Parmi les plus connues figure Juliana, reprise en 1997 par le groupe américain DLG dans un style mêlant salsa et rap. Il participe à l'enregistrement du morceau, qui permet à une nouvelle génération d'auditeurs de le découvrir. Le chanteur est particulièrement populaire en Colombie, où il a remporté quatre prix « Congo de Oro »,.

## Discographie

### Albums
- 2007 : Sonero y Valor (Kubaney)

### Compilations
- 1993 : Bien Sobao/Y Lo Virtuoso ( Kubaney)
- 1993 : Lo Mejor de Cuco Valoy (Kubaney)
- 1993 : Lo Mejor de Cuco Valoy, Vol. 2 (Kubaney)
- 1995 : Epoca de Oro (Kubaney)
- 1996 : Disco de Oro (Kubaney)
- 2003 : Gold (Edenways)
- 2004 : Intacto (Kubaney)
- 2004: Grandes Soneros de la Época
- 2007 : Sonero y Valor
- 2008 : Reserva Musical
- 2009 : La Piedra